# Moštěnka
 Moštěnka je levostranný přítok řeky Moravy, který protéká Olomouckým a Zlínským krajem v České republice. Říčka je 45,6 km dlouhá. Plocha jejího povodí měří 354,6 km².

## Pojmenování
Na dolním toku v oblasti Hané byla Moštěnka označována též jako Stvola, tedy názvem jednoho z druhů vrby. Od Dřevohostic k Býškovicím byla známa jako Býškovica, v pozdější době byla řeka od Dřevohostic k Žákovicích nazývána Blazický a dál proti proudu Žákovický potok. Od pramene k Žákovicím se užíval i název Mařatka a u Horního Újezdu byla říčka známa jako Černý potok. Jméno Moštěnka je u dolního toku zaznamenáno již na listech prvního vojenského mapování v 60. letech 18. století. Tento název pro celý tok řeky od soutoku s Bystřičkou v Dřevohosticích užívá i holešovské hejtmanství v roce 1880.

## Průběh toku
Pramení východně od města Bystřice pod Hostýnem na západním úbočí Kelčského Javorníku (864 m), který je nejvyšším vrcholem Hostýnských vrchů, v nadmořské výšce 784,7 m. V Dřevohosticích se do ní vlévá říčka Bystřička a v Domaželicích Šišemka. Poté se stáčí na jih. Před Kroměříží se stéká s Malou Bečvou, a poté se vlévá do Moravy v nadmořské výšce 189,3 m.

### Větší přítoky
- levé – Blazický potok, Bystřička, Kozrálka, Dobrčický potok, Rumza
- pravé – Býškovický potok, Dolnonětčický potok, Šišemka, Podolský potok, Tučínský potok, Malá Bečva

## Vodní režim
Průměrný průtok u ústí činí 1,23 m³/s.

## Mlýny

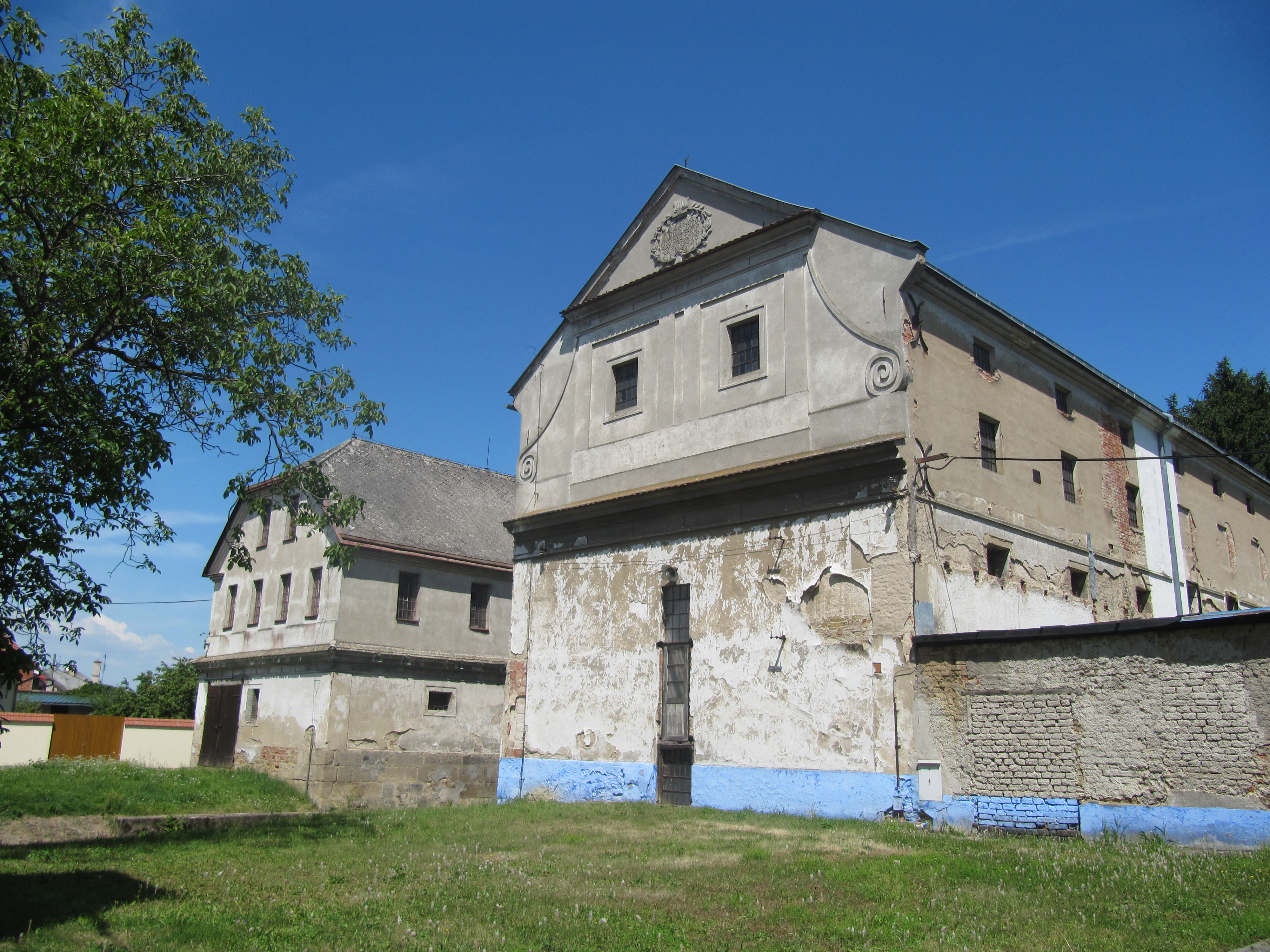
Vávrův mlýn nacházející se u mlýnského náhonu ve Vlkoši

| - Pospíšilův mlýn – Vítonice čp. 71 - Žákovický, Pospíšilův mlýn – Žákovice čp. 45 - Hradilův mlýn – Žákovice čp. 89 - mlýn v Radkově Lhotě – Radkova Lhota čp. 6 - Radkovský, Nedbalův mlýn – Radkovy čp. 32 - Turovský mlýn – Turovice čp. 36 - Jemelíkův mlýn – Čechy čp. 48 | - Mlýn v Prusech – Prusy čp. 6 - Beňovský mlýn - Štulbach – Horní Moštěnice Dr. A. Stojana 648/82 - Vávrův mlýn – Vlkoš čp. 22, okres Přerov, kulturní památka - Kanovský, mlýn Polňák – Kanovsko čp. 30/36 - Kyselovický, Seibertův mlýn – Kyselovice čp. 3, okres Kroměříž - Břestský mlýn – Břest čp. 22, okres Kroměříž |

## Záplavy a regulace
Povodí Moštěnky bylo v minulosti mnohokrát citelně zasaženo povodněmi. Zaznamenány byly především ničivé záplavy v letech 1593, 1750, 1792, 1813, 1858, 1893 a 1897. Aby se předešlo ničivým katastrofám, došlo na počátku 20. století k regulaci jejího toku. Nejvíce se o tehdejší úpravu koryta zasloužil kroměřížský starosta a poslanec moravského zemského sněmu Vojtěch Kulp, který pro tento účel založil i místní Vodní družstvo.
Přesto se však Moštěnka dál vylévá ze svých břehů. Připomínány jsou povodňové vlny v letech 1904, 1910, 1911, 1913, 1926, 1938, 1939, 1940 a 1947. Nejhorší povodně však zasáhly celé povodí Moravy během záplav v roce 1997.

## Mikroregion Moštěnka
Obce, kolem kterých říčka protéká, se sdružují do tzv. Mikroregionu Moštěnka. Celkem je v mikroregionu 22 obcí: Beňov, Bezuchov, Bochoř, Čechy, Dobrčice, Domaželice, Dřevohostice, Horní Moštěnice, Křtomil, Líšná, Lipová, Nahošovice, Podolí, Přestavlky, Radkova Lhota, Radkovy, Říkovice, Stará Ves, Turovice, Věžky, Vlkoš a Želatovice. Obce vyvíjí tuto společnou aktivitu především kvůli turistickému ruchu.

## Galerie

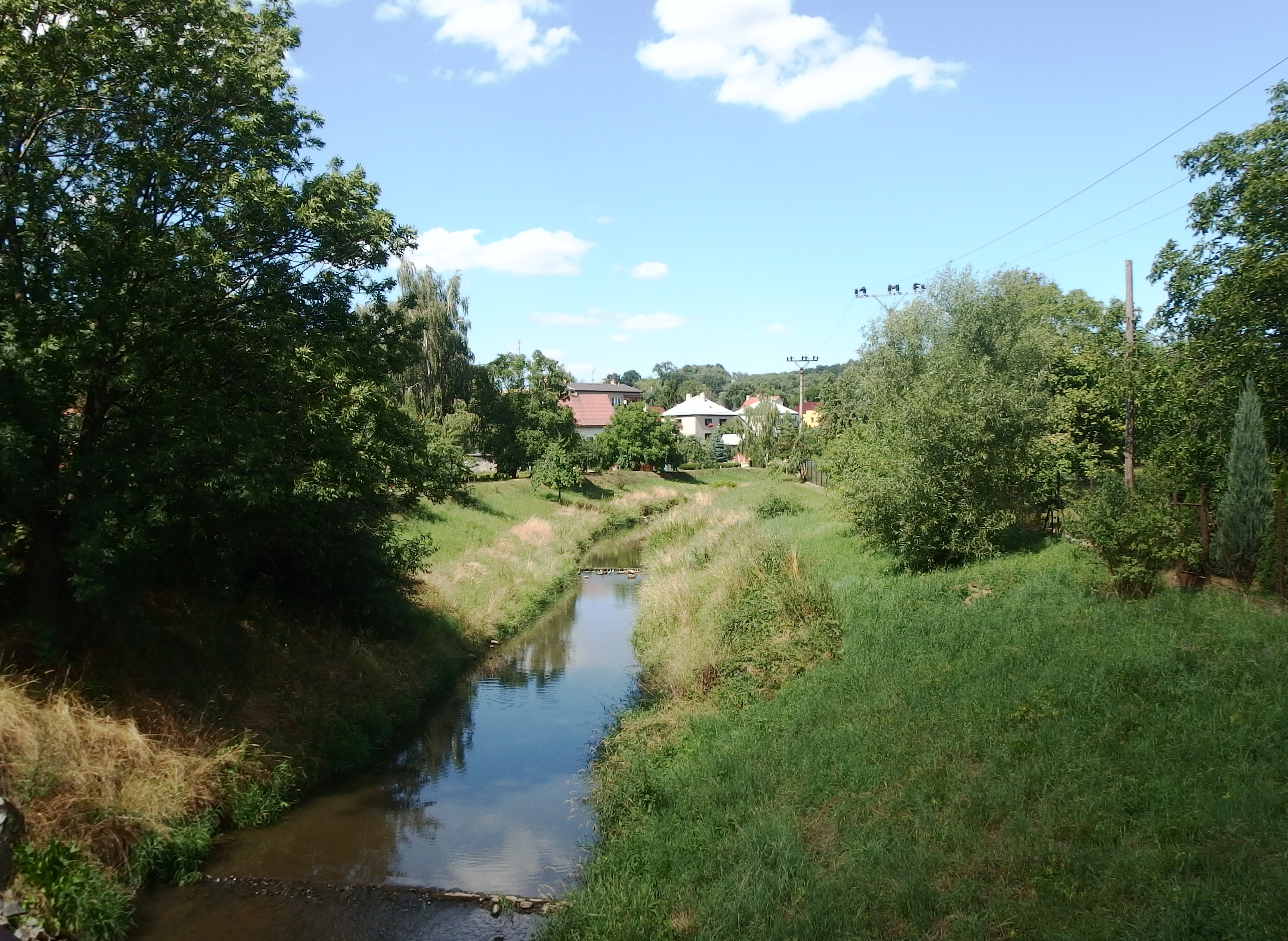
Moštěnka v Dřevohosticích
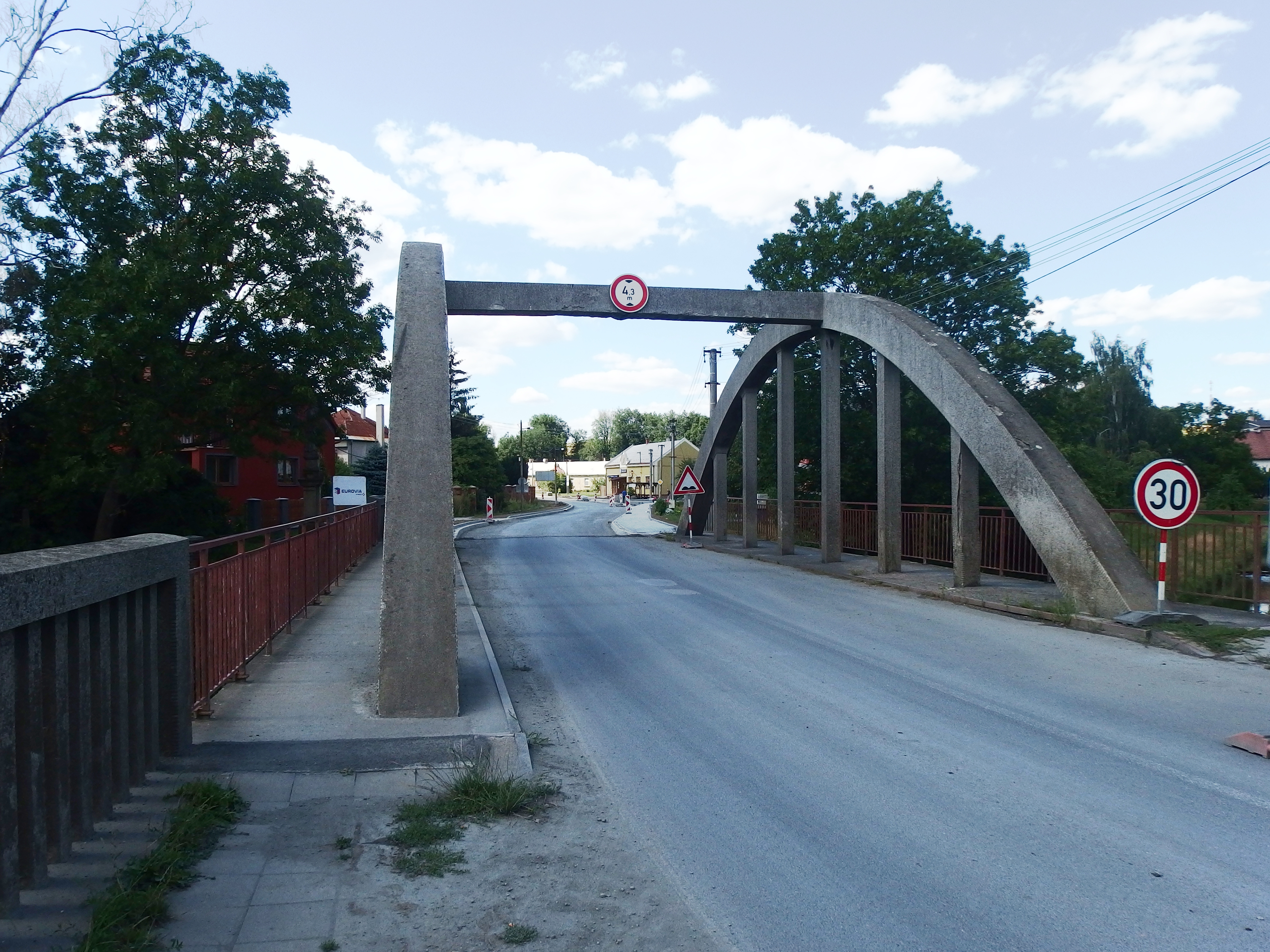
Most přes řeku v Dřevohosticích
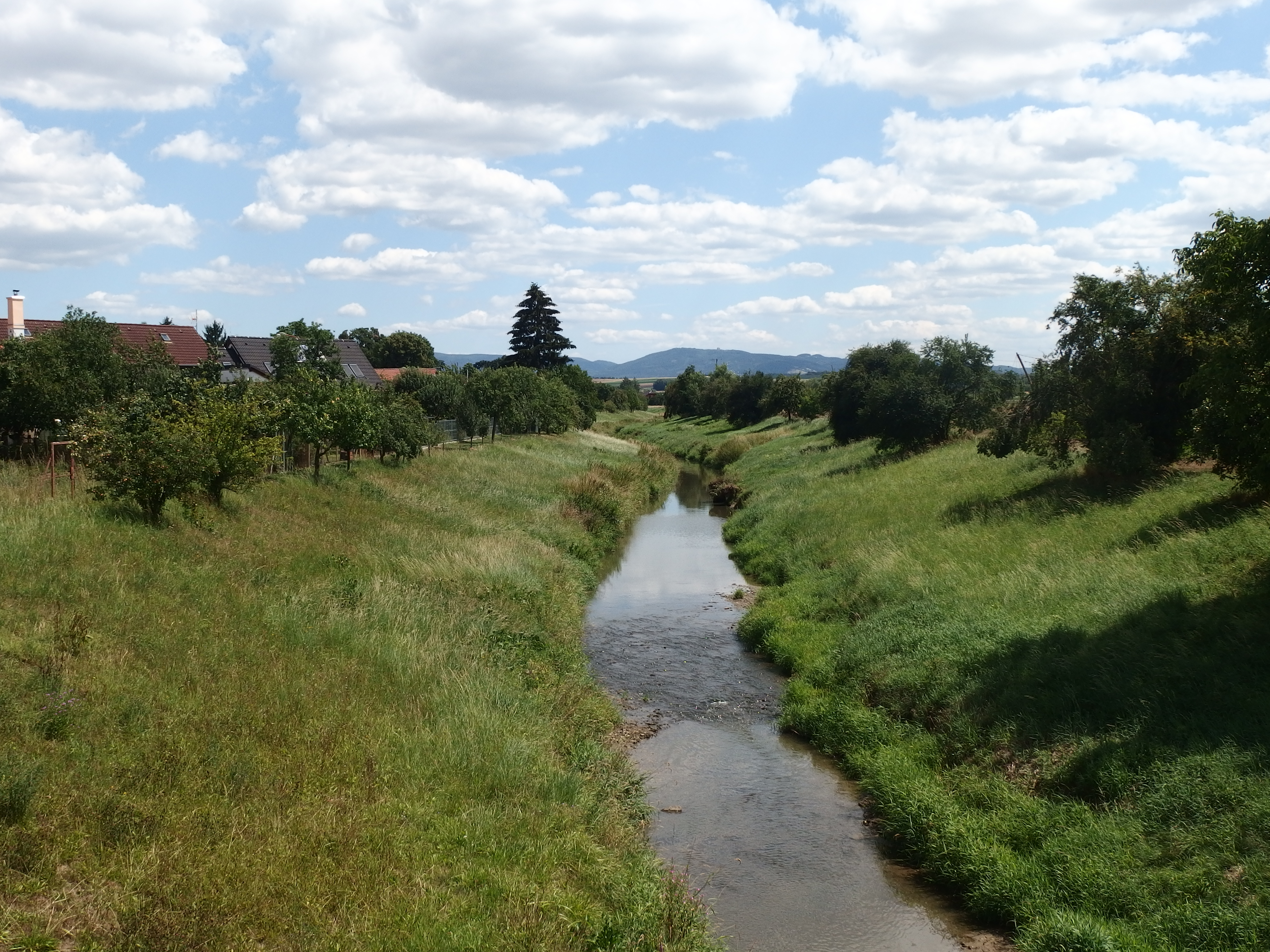
Moštěnka u obce Čechy
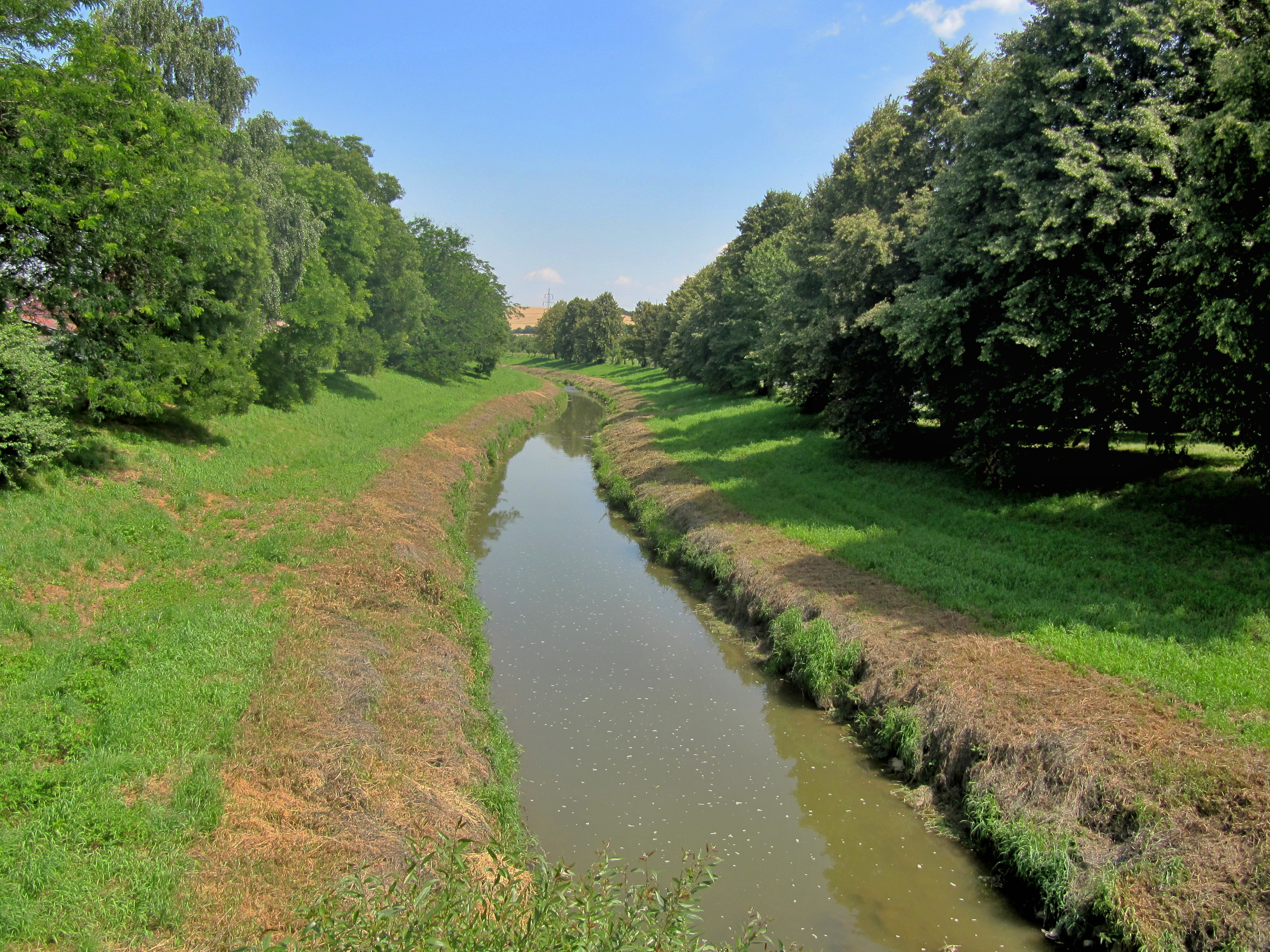
Moštěnka v Horní Moštěnici
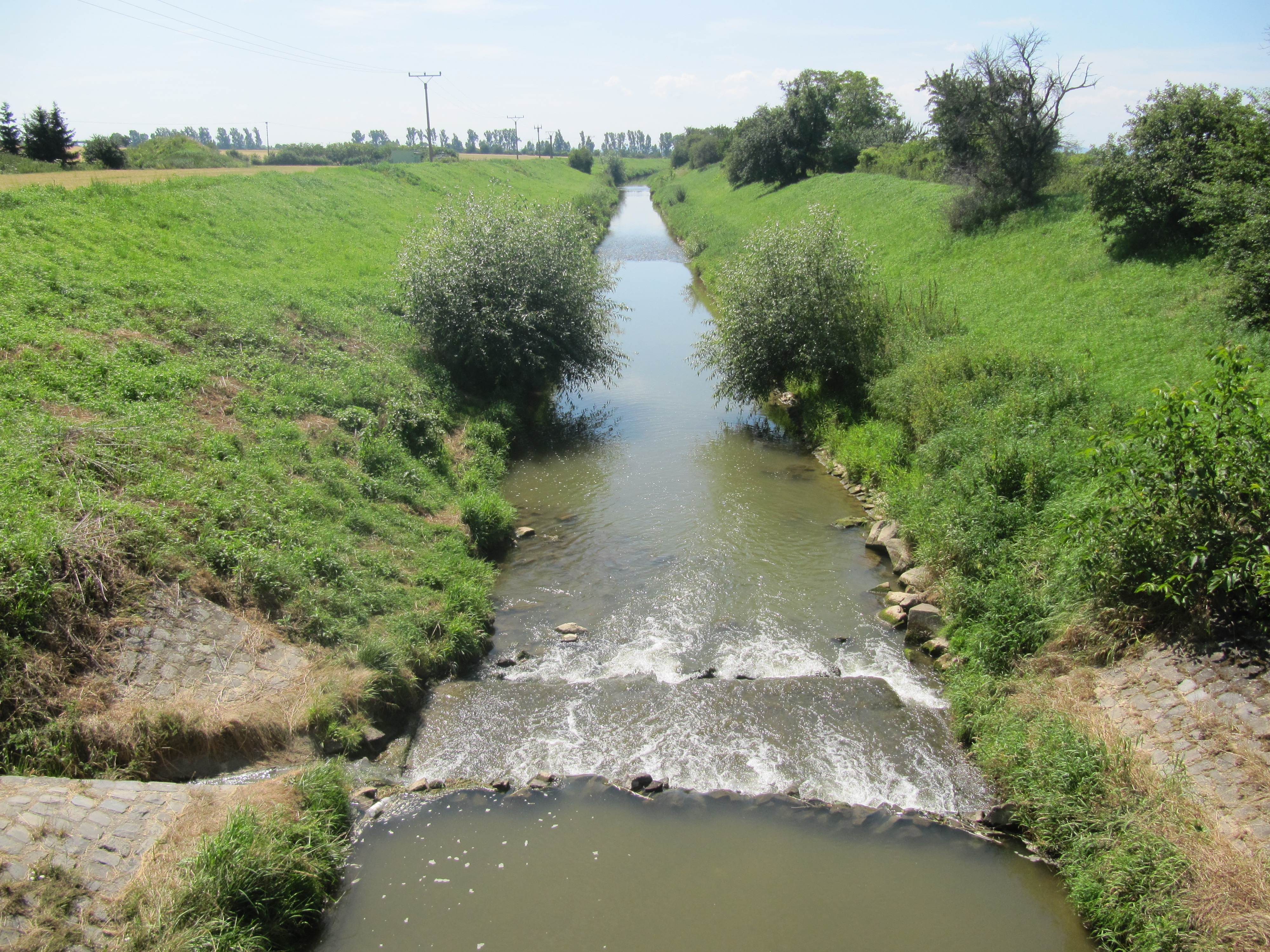
Moštěnka v Říkovicích